# Josef Dobretsberger
Josef Dobretsberger (* 28 feb. 1903 la Linz în Austria Superioară; + 23 mai 1970 la Graz în Stiria) a fost un jurist, economist social și politician austriac.
Fiul unei familii binevăzute din Linz a studiat științele politice la Viena ajungând asistentul profesorului Hans Kelsen, creatorul constituției Republicii Austria din 1920. După o activitate la Facultatea de Economie Națională  la Graz, Dobretsberger a devenit profesor univeritar pentru economie politică în 1931. Între 1934 și 1935 era membru în Consiliul General al Băncii Naționale din Austria. Ca atare s-a  implicat în favoarea unei anumite liberalizări a statutului sindicatului unitar aprobând explicit înființarea Uniunii Sociale a Muncii ("Soziale Arbeitsgemeinschaft", scurt: SAG) care a activat pentru împăcarea cu socialdemocrații austrieci (după înăbușirea Războiului Civil din februarie 1934). Fiind unul din reprezentanții "solidarismului creștin", Dobretsberger s-a văzut atacat  din ce în ce mai mult de adversari influenți , printre care și producătorul de armament Fritz Mandl. În fine, s-a retras din funcțiiile politice întorcându-se la Graz.
În 1938 noua putere nazistă l-a dat afară și din universitate așa că a luat calea emigrației cu soția sa. A predat și în Turcia lui Inönü și în Egipt unde a petrecut anii războiului la Cairo. Abia în 1946 s-a întors de acolo la Graz. În condițiile în care  vârfurile noului "Partid Popular (Volkspartei)", succesoarea creștin-democraților din timpul interbelic, l-au privit cu o anumită răceală, Dobretsberger a fost printre înființatorii formației politice "Uniunea Democrată (Demokratische Union)"  care în 1953 a format "Opoziția Populară (Volksopposition)" împreună cu comuniștii și socialiștii de stângă.
Ca om de știință s-a ocupat cu teorii economice, politica economică și politica socială. Publicațiile sale cele mai cunoscute sunt lucrările "Freie oder gebundene Wirtschaft" (1932), "Vom Sinn und Werden des neuen Staates" (1934), "Katholische Sozialpolitik am Scheideweg" (1947) și "Der geistige Arbeiter und die Volksopposition" (1953).
Azi mai trăiesc la Viena doi nepoți de-ai lui Dobretsberger, frații Helmut și Peter Zinner. Amândoi  se ocupă cu negoțul cu timbre filatelice.
1. 1 2  Josef Dobretsberger, Autoritatea BnF
2. 1 2  „Josef Dobretsberger”, Gemeinsame Normdatei, accesat în 11 mai 2014
3. 1 2  Josef Dobretsberger, Munzinger Personen, accesat în 9 octombrie 2017
4. ↑  CONOR.SI[*] Verificați valoarea |titlelink= (ajutor)
5. ↑  Czech National Authority Database, accesat în 1 martie 2022